# Avviyar (cràter)
Avviyar és un cràter d'impacte en el planeta Venus de 20,6 km de diàmetre. Porta el nom d'Avviyar (fl. segle i aC), poetessa tamil, i el seu nom va ser aprovat per la Unió Astronòmica Internacional el 1991.